# 서릿발

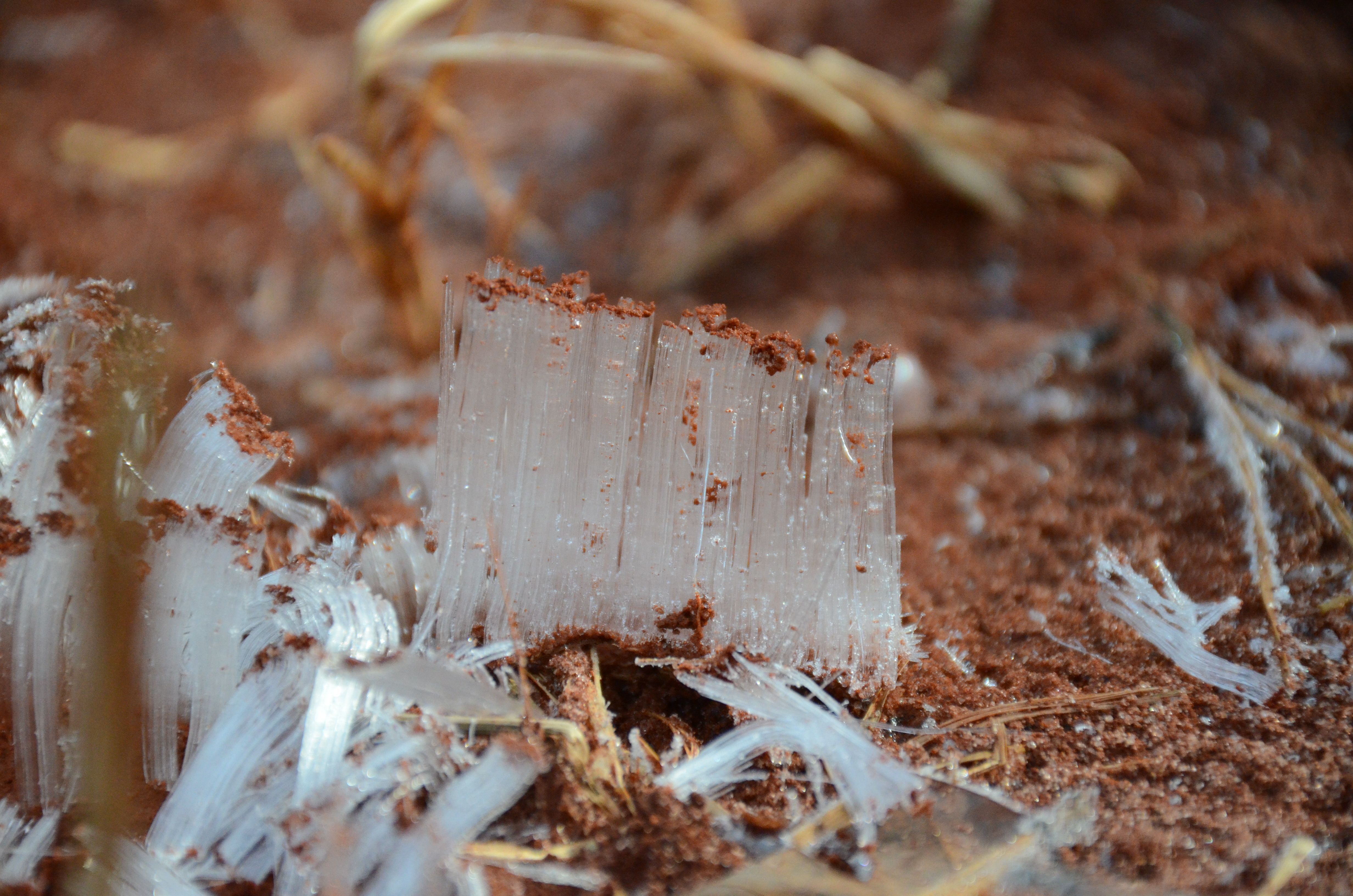
붉은 점토 더미 안에 형성되고 있는 서릿발

서릿발은 땅 속의 수분이 지표면이나 땅 속에서 얼어붙거나 승화하여 만들어진 얼음 기둥으로 겨울철 밤 사이에 맨땅에서 잘 성장하며, 모래나 점토에서는 생기기 어렵다. 땅 속의 수분은 모세관 작용으로 토양 입자 사이의 공극을 따라 위쪽으로 움직인다. 또한 땅 속 깊이 들어갈수록 온도가 높아지므로 수증기압의 차이가 생겨 수증기 분자는 위쪽으로 움직인다. 서릿발의 얼음 기둥은 밑바닥에서 성장하여 그 자체를 밀어올리면서 위쪽으로 자란다.

## 같이 보기
- 다이아몬드 분진